# Luis Sánchez Medal
Luis Sánchez Medal (Morelia, Michoacán, 16 de junio de 1919 - Ciudad de México, 22 de junio de 1997) fue un médico, investigador, catedrático y académico mexicano. Se especializó en hematología.

## Semblanza biográfica
Cursó sus primeros estudios en su ciudad natal, posteriormente se trasladó a la Ciudad de México en donde ingresó al Colegio Francés Morelos y poco después a la Universidad Nacional Autónoma de México en donde obtuvo el título de médico en 1943. Se especializó en hematología en Míchigan y Boston.
De 1952 a 1972 impartió cátedra en su alma mater. Fundó la Escuela de Posgrado de Hematología, la cual fue la primera creada de este tipo en América Latina. Colaboró en el Instituto Nacional de Nutrición como jefe del laboratorio de hematología, llegando a ser director interino de esta institución en varias ocasiones. 
En 1953 ingresó a la Academia Nacional de Medicina, la cual presidió en 1969. Fue autor de artículos científicos las cuales fueron publicados en revistas especializadas de México y otros países, cuatro de ellos en el New Book of Medicine.  Entre sus aportaciones destacan sus estudios sobre la etiopatogenia de los insecticidas en la anemia aplásica. Murió el 22 de junio de 1997.

## Premios y distinciones
- Hijo distinguido de Michoacán.
- Premio de la Academia Nacional de Medicina en 1970.
- Premio de la Industria Farmacéutica en 1971.
- Premio Nacional de Ciencias y Artes en el área de Ciencias Físico-Matemáticas y Naturales por el Gobierno Federal de México en 1972.
- Miembro honorario de la Sociedad Internacional de Hematología en 1990.
- Miembro honorario de la Academia Nacional de Medicina en 1995.

En 1986, la Agrupación Mexicana para el Estudio de la Hematología instituyó el Premio “Dr. Luis Sánchez Medal” en su honor.